# Reysander Fernández
Reysander Fernández (Morón, 22 agosto 1984) è un calciatore cubano, di ruolo difensore.

## Carriera

### Club
Ha sempre giocato nel campionato cubano.

### Nazionale
Ha esordito con la Nazionale cubana nel 2003, giocando 64 partite sino al 2012.